# Íhor Belànov
Íhor Ivànovitx Belànov (rus: Игорь Иванович Беланов, ucraïnès: Ігор Іванович Беланов), (Odessa, 25 de setembre, 1960) fou un futbolista ucraïnès que jugava a la posició de davanter. Fou guanyador de la Pilota d'Or 1986.

## Trajectòria
S'inicià a dos clubs de la seva ciutat natal, el SKA Odessa (1979–80) i el FC Chornomorets Odessa (1981–84), abans de fitxar pel Dinamo de Kíiv (1985–89), on guanyà la Recopa d'Europa de futbol el 1986. El 1989 marxà a jugar a Alemanya, als clubs Borussia Mönchengladbach i Eintracht Braunschweig, retornant a Ucraïna el 1995, de nou a Chernomorets i finalment al Metalurh Mariupol. Fou nomenat Pilota d'or europea el 1986.
Va jugar 33 cops amb la selecció de l'URSS, amb la qual marcà vuit gols i participà en la Copa del Món de futbol 1986 de Mèxic.

## Palmarès
- Lliga soviètica de futbol (2): 1985, 1986
- Copa soviètica de futbol (2): 1985, 1987
- Recopa d'Europa de futbol (1): 1986
- Trofeu Santiago Bernabéu: 1986
- Pilota d'or: 1986